# Anle (köping i Kina, Henan)
Anle (kinesiska: 安乐, 安乐镇) är en köping i Kina. Den ligger i provinsen Henan, i den centrala delen av landet, omkring 110 kilometer väster om provinshuvudstaden Zhengzhou. Antalet invånare är 42 133. Befolkningen består av 21 377 kvinnor och 20 756 män. Barn under 15 år utgör 17,0 %, vuxna 15-64 år 75 %, och äldre över 65 år 7,0 %.
Genomsnittlig årsnederbörd är 666 millimeter. Den regnigaste månaden är juli, med i genomsnitt 134 mm nederbörd, och den torraste är december, med 7 mm nederbörd.